# إيفل ويست
إيفل ويست (بالإنجليزية: Evil West)‏ هي لعبة أكشن-مغامرات قادمة من تطوير شركة فلاينغ وايلد هوغ ونشر شركة فوكس هوم إنتراكتيف، من المقرر صدور اللعبة في سبتمبر 2022 على منصات مايكروسوفت ويندوز، بلاي ستيشن 4، بلاي ستيشن 5، إكس بوكس ون وإكس بوكس سيريس إكس وسيريس إس.